# Campionat d'Espanya de seleccions autonòmiques d'hoquei sobre patins femení
El Campionat d'Espanya de seleccions autonòmiques d'hoquei sobre patins femení és una competició esportiva de seleccions autonòmiques d'hoquei sobre patins femení. Creat la temporada 2007-08, es celebra anualment i està organitzat per la Reial Federació Espanyola de Patinatge. Les federacions participants, normalment de categoria sub-17 o sub-19, disputen una primera fase en format de lligueta que determina els equips classificats per la segona fase. Aquesta es disputa en format de semifinals i finals, que determina el campió del torneig.
La selecció catalana és la gran dominadora de la competició amb nou títols, seguit de la selecció madrilenya amb tres.

## Historial
| En negreta = Equip guanyador (1) = Nombre de títols |

| Edició | Temp. | Data       | Campió         | Resultat | Subcampió | Seu                                     | refs   |
| ------ | ----- | ---------- | -------------- | -------- | --------- | --------------------------------------- | ------ |
| I      | 2008  | N/D        | Catalunya (1)  | lligueta | Galícia   | Pavillón Universitario, Pontevedra      | [ 1 ]  |
| II     | 2009  | N/D        | Catalunya (2)  | lligueta | Madrid    | Alcoi                                   | [ 2 ]  |
| III    | 2010  | N/D        | Catalunya (3)  | lligueta | Madrid    | Pavelló de El Llano, Gijón              | [ 3 ]  |
| IV     | 2011  | N/D        | Catalunya (4)  | lligueta | Madrid    | Vila-seca                               | [ 4 ]  |
| V      | 2012  |            |                |          |           |                                         |        |
| VI     | 2013  | N/D        | Madrid (1)     | lligueta | Galícia   | Mieres                                  | [ 5 ]  |
| VII    | 2014  | 21-06-2014 | Madrid (2)     | 5-2      | Astúries  | Bilbao                                  | [ 6 ]  |
| VIII   | 2015  | N/D        | Astúries (1)   | lligueta | Galícia   | Alcobendas                              | [ 7 ]  |
| IX     | 2016  | N/D        | Catalunya (5)  | lligueta | Galícia   | Alcanyís                                | [ 8 ]  |
| X      | 2017  | N/D        | Catalunya (6)  | lligueta | Galícia   | Pavelló del Colegio Tabladilla, Sevilla | [ 9 ]  |
| XI     | 2018  | 17-06-2018 | Catalunya (7)  | 4-0      | Galícia   | Pazo dos Deportes de Riazor, la Corunya | [ 10 ] |
| XII    | 2019  | 16-06-2019 | Catalunya (8)  | 8-3      | Astúries  | Cocentaina                              | [ 11 ] |
| XIII   | 2021  | 08-12-2021 | Madrid (3)     | 3-1      | Astúries  | Mieres                                  | [ 12 ] |
| XIV    | 2022  | 19-06-2022 | Catalunya (9)  | 3-0      | Galícia   | Maçanet de la Selva                     | [ 13 ] |
| XV     | 2023  | 18-06-2023 | Catalunya (10) | 2-0      | Madrid    | Jerez de los Caballeros                 | [ 14 ] |